# 公子鱼
公子鱼（？—？），姬姓，名鱼，字奚斯，鲁国公子。
前660年，孟慶父謀殺了魯君子般、魯閔公後，逃亡至莒国，季友和鲁僖公用财货贿赂莒国人，求取庆父，莒国人便把庆父送回来。庆父到了密地，让公子鱼代为请求赦免自己，季友、僖公不同意。公子鱼哭着回去，庆父听到他的哭声就上吊自杀了。
公子鱼是《诗经·鲁颂·閟宫》的作者，虽然也有观点认为閟宫是史克的作品，但多数人认可公子鱼为作者。